# آخر بازی (نمایشنامه)
دست آخر یا آخر بازی (به انگلیسی: Endgame)، نمایشنامه‌ای تک پرده با چهار شخصیت اثر ساموئل بکت است. در ابتدا به زبان فرانسوی (تحت عنوان Fin de partie) نوشته شده بود که خود بکت آن را به انگلیسی نیز ترجمه کرد. این نمایشنامه برای اولین بار به زبان فرانسوی در تئاتر رویال کورت در لندن در تاریخ ۳ آوریل ۱۹۵۷ اجرا شد. در اوایل دهه ۱۹۶۰، به زبان انگلیسی به تهیه‌کنندگی فیلیپ استائب و کارگردانی بکت با پاتریک مگی و جک مک گوران در استودیوی شانزه لیزه در پاریس روی صحنه رفت. این نمایشنامه و در انتظار گودو، معمولاً جزء بهترین آثار بکت محسوب می‌شوند. نیازمند منبع

## اقتباس‌ها
این نمایش توسط گورگی کورتگ در اپرایی اقتباس شده‌است که در سال ۲۰۱۸ در سالن لا اسکالا به نمایش درآمد.
این نمایشنامه همچنین الهام بخش فیلم کوتاه پیکسار از بازی Geri است و یک بازی شطرنج استاتیک را به تصویر می‌کشد.